# 澳大利亞舒鯧
澳大利亞舒鯧（學名：Schuettea scalaripinnis）為輻鰭魚綱發光鯛目雙犁魚科舒鯧屬的其中一種，分布於西南太平洋澳洲東南部海域，深度10-30公尺，本魚呈體呈橢圓形且側扁，眼大，口上位，下頷略長於上頷，頭部上方、背部至尾柄、魚鰭為黃色，鰓蓋後方有1條深色垂至細條紋，側線明顯，體長可達20公分，棲息在沿海有岩石遮蔽物或較深的河口區，成群活動，生活習性不明。